# الدفيئة على ضفاف النهر الشرقي
الدفيئة على ضفاف النهر الشرقي هي رواية للكاتبة الاسكتلندية موريل سبارك نُشرت عام 1973. يعكس المشهدان الرئيسيان للرواية حياة المؤلفة حيث عاشت في مانهاتن حيث عملت في معسكر أسرى الحرب في بريطانيا في الحرب العالمية الثانية.

## إلهام
من مقدمة لاحقة للرواية كتب إيان رانكين: "في وقت مبكر من عام 1965، كان لدى موريل سبارك عنوانًا لكتاب جديد." كان هذا العنوان هو الدفيئة على ضفاف النهر الشرقي. ومع ذلك، فإن الرواية نفسها لم تظهر حتى عام 1973، وقد تغيرت كثيرًا عن فكرتها الأصلية، كما صرحت سبارك نفسها خلال مقابلة عام 1970 مع صحيفة الغارديان: "أنا مهتمة جدًا بزمن المضارع لدرجة أنني أنني أعدت صياغة كتاب كنت أعمل عليه لمدة ثلاث سنوات ، الدفيئة على ضفاف النهر الشرقي، ووضعت كل شيء في المضارع ." ... الرواية التي ستكتبها في النهاية عن نيويورك ستكون واحدة من أغرب أعمالها وأكثرها إثارة للجدل، حيث ترسم صورة غير مبهجة لسكان المدينة الأكثر ثراء وحياتهم الفارغة روحيا …

## الحبكة
يعيش الزوجان الثريان بول وإلسا في مانهاتن المُطلة على النهر الشرقي في سبعينيات القرن الماضي، مع العودة إلى بريطانيا عام 1944 حيث بدأت علاقتهما. لاحظ بول أن إلسا تتمتع دائمًا بكآبة ثابت، ويشك في سلامة عقلها وأن المُحلِّل النفسيّ الخاص بها جارفين دائمًا ما يكون تحت تصرفها. تتعرف إلسا على كيل، وهو أسير حرب ألماني سابق يعمل في متجر للأحذية، حيث نامت مع كيل في عام 1944. لكن بول يعتقد أن كيل مات، في الواقع يبدو أن هناك بعض التساؤلات حول ما إذا كانت الشخصيات الرئيسية في الكتاب نفسها قد لا تكون على قيد الحياة...

## الاستقبال
كتب ريتشارد ب. بريكنر في صحيفة نيويورك تايمز تعليقًا إيجابيًا عن الرواية: "إن رواية موريل سبارك الجديدة هي في الواقع حلم ذكي وغامض ومني؛ حلم موريل سبارك، ولكنه حلمنا أيضًا إلى حد ما. إنها تجعل الواقع أكثر روعة نوعًا ما." ويختتم قائلًا: "يحدث شكل من أشكال الحل في نهاية الرواية، وهو شيء يشبه قبول الماضي نفسه؛ لكن وصفه سيكون بمثابة تمهيد لها. الكتاب نفسه يخفف من انزعاجنا. إن الأصالة الوحشية الساحرة التي وضعت بها الكاتبة مؤامرة المزالق تصدمنا في الضحك. وتروي عدم اليقين بثقة، فهي تنظمه، وتنظمنا. كتابها كابوس إنه حلم جيد."
في عام 2000، كتبت إيما بروكس في صحيفة الغارديان أن "المراجعة السيئة للرواية في عام 1973 وصفتها بأنها" بيضاوية ومنقطة". ربما كانت المراجعات السيئة قد أثارته موهبة سبارك في التلاعب بتوقعات قرائها. إنها في بعض الأحيان تبالغ في هذا النهج: في نهاية الرواية، يكتشف القراء أن جميع الأبطال ماتوا وأنهم ماتوا منذ الصفحة الافتتاحية. الشخصيات في رواية سبارك مقيدة ضمن نظام رمزي لا يمكن الاعتماد عليه تمامًا ".